# Magnus Sjölin
Magnus Månsson Sjölin, född 26 februari 1880 i Trelleborg, död 9 maj 1950 i Ängelholm, var en svensk jurist.
Sjölin blev student vid Lunds universitet 1900, avlade hovrättsexamen 1904 samt fick tjänstgöring vid länsstyrelserna i Örebro och Nyköping 1906. Han var från 1907 och till 1947 då staden lades under landsrätt borgmästare i Lindesberg. Sjölin var landstingsman i Örebro län 1914–1919. Han blev riddare av Vasaorden 1925.